# Paul Hüttenrauch
Paul Hüttenrauch – as lotnictwa niemieckiego Luftstreitkräfte z 8 potwierdzonymi  zwycięstwami w I wojnie światowej. Dowódca eskadry myśliwskiej Jagdstaffel 6.
Służył w Jagdstaffel 7 od wiosny 1918 roku. Uzyskał 8 zwycięstw powietrznych, pierwsze 20 lipca 1918 roku. Był dwukrotnie ranny w walce w lutym i maju 1918 roku. Latał na samolocie Fokker D.VII.

## Odznaczenia
- Krzyż Żelazny I Klasy
- Krzyż Żelazny II Klasy